# Armstrong Whitworth A.W.38 Whitley

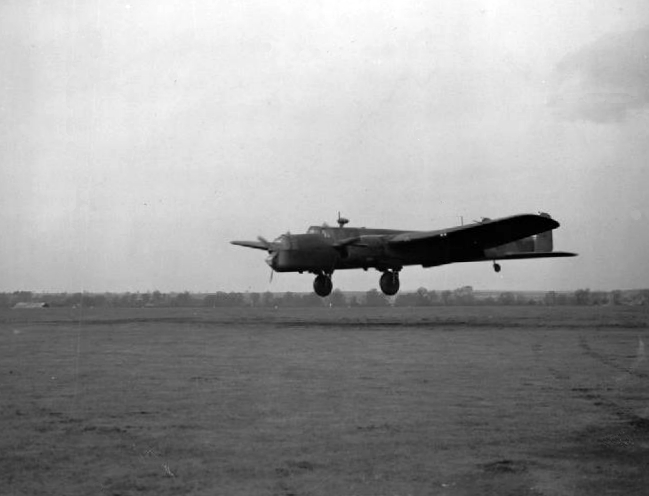
Un Whitley Mk.V in fase di decollo.

L'Armstrong Whitworth A.W.38 Whitley era un bombardiere medio bimotore ad ala bassa sviluppato dall'azienda britannica Armstrong Whitworth Aircraft nella metà degli anni trenta.
Riconoscibile dalla caratteristica forma della fusoliera, dal naso inclinato verso il basso, e dall'impennaggio a doppia deriva, venne impiegato principalmente dalla Royal Air Force, l'aeronautica militare britannica, in missioni di bombardamento durante la seconda guerra mondiale.

## Storia del progetto
Il Whitley venne sviluppato da John Lloyd, il progettista capo della Armstrong Whitworth Aircraft, dal precedente Armstrong Whitworth A.W.23, un bombardiere/aereo da trasporto progettato per rispondere alla specifica B.3/34 emessa dall'Air Ministry britannico nel 1934 per la fornitura di un bombardiere pesante notturno.
Il Whitley, progettato per avere un equipaggio di cinque elementi, ed è stato il primo velivolo in servizio nella RAF ad avere una fusoliera monoscocca, di sezione rettangolare che ne semplificava la costruzione. Come nei progetti precedenti, Lloyd non riteneva necessario dotare di flap un monoplano di grandi dimensioni, così inizialmente ne era sprovvisto. Per compensare, le semiali vennero fissate ad un elevato angolo di incidenza (8,5°) per agevolarne le prestazioni in fase di decollo e di atterraggio. Benché nelle ultime fasi di progettazione vennero inclusi anche i flap il disegno dell'ala rimase inalterato. Di conseguenza, il Whitley assunse un caratteristico aspetto con il muso inclinato verso il basso con una conseguente notevole resistenza aerodinamica. Questo assetto di "muso verso il basso" venne elaborato per la prima volta in sede di progettazione dell'Armstrong Whitworth AW.27 Ensign, un aereo di linea del periodo prebellico.
Il primo prototipo della versione Whitley Mk.I (K4586) venne portato in volo per la prima volta il 17 marzo 1936, ai comandi del collaudatore capo dell'azienda Campbell Orde, dall'aviosuperficie di Baginton, propulso da due motori radiali Armstrong Siddeley Tiger IX da 795 hp (593 kW) ciascuno. A causa dell'urgente necessità di sostituire gli oramai sorpassati bombardieri pesanti biplani ancora in servizio con la RAF, nel 1935 venne emesso un ordine per 160 esemplari ancor prima che fosse stato effettuato il primo volo. Dopo i primi 34 esemplari realizzati vennero sostituiti i motori con i più affidabili Tiger VIII dotati di compressore a due fasi, ridenominado i velivoli modificati Whitley Mk.II. La successiva adozione di una torretta ventrale retrattile dotata di mitragliatrici binate diede origine alla versione Whitley Mk.III.
Benché i Tiger VIII utilizzati nelle versioni Mk.II e Mk.III si fossero rivelati più affidabili rispetto a quelli utilizzati nella prima versione, il Whitley venne nuovamente rimotorizzato nel 1938 dotandolo dei Rolls-Royce Merlin dando origine alla versione Whitley Mk.IV.
Le prime versioni erano dotate di un vano bombe caratterizzate da portelloni che rimanevano chiusi grazie a delle corde elastiche e che si aprivano allo sgancio delle bombe grazie al loro peso e si richiudevano così automaticamente. nel Mk.III vennero introdotte porte azionate idraulicamente che migliorarono notevolmente la precisione del bombardamento. Per il puntamento si ricorreva all'apertura di un portello posto nella parte inferiore della fusoliera dietro al vano bombe, dove il mirino veniva fatto estendere, sistema sostituito dalla versione Mk.VI da una più comoda sezione trasparente.

### Descrizione tecnica
Il Whitley era un bimotore monoplano ad ala media, caratterizzato da un particolare assetto di volo a "muso basso". La fusoliera, interamente metallica, era monoscocca a sezione rettangolare, dotata di cabina di pilotaggio chiusa posta sulla parte superiore e di due torrette difensive poste sul muso ed in coda. Quest'ultima era caratterizzata dall'impennaggio con due derive posizionate a metà dei piani orizzontali montati bassi e rinforzate nella parte superiore tramite una traversa tubolare passante attraverso la fusoliera. L'ala era caratterizzata da un notevole spessore e da un elevato angolo di incidenza (8,5°) ed integrava le gondole motori. Costruita in un solo pezzo, costituito da una struttura scatolare di alluminio ondulato, veniva unita alle due sezioni, anteriore e posteriore della fusoliera.
Il carrello d'atterraggio era un triciclo posteriore, con i carrelli anteriore semiretrattili nelle gondole motori. Il rivestimento portante era in lamiera di alluminio, tranne la parte posteriore dell'ala e nelle superfici mobili che erano rivestite in tela. La propulsione era affidata nelle prime versioni a due motori radiali Armstrong Siddeley Tiger sostituiti dalla Mk.IV con i 12 cilindri a V Rolls-Royce Merlin. L'armamento difensivo consisteva da due torrette poste sul muso e nella parte posteriore della fusoliera, l'anteriore dotata di una mitragliatrice Vickers K da 7,7 mm (.303 in) e nella posteriore di 4 Browning M1919 anch'esse da 7,7 mm (.303 in). Quello offensivo consisteva in un carico di bombe posizionato in un vano ventrale dotato di portelloni più 14 scompartimenti singoli aggiuntivi posizionati nelle semiali. L'equipaggio, di 5 persone, era costituito dal comandante pilota, il secondo pilota-navigatore-bombardiere, l'operatore radio e due mitrarglieri.

### Impiego operativo

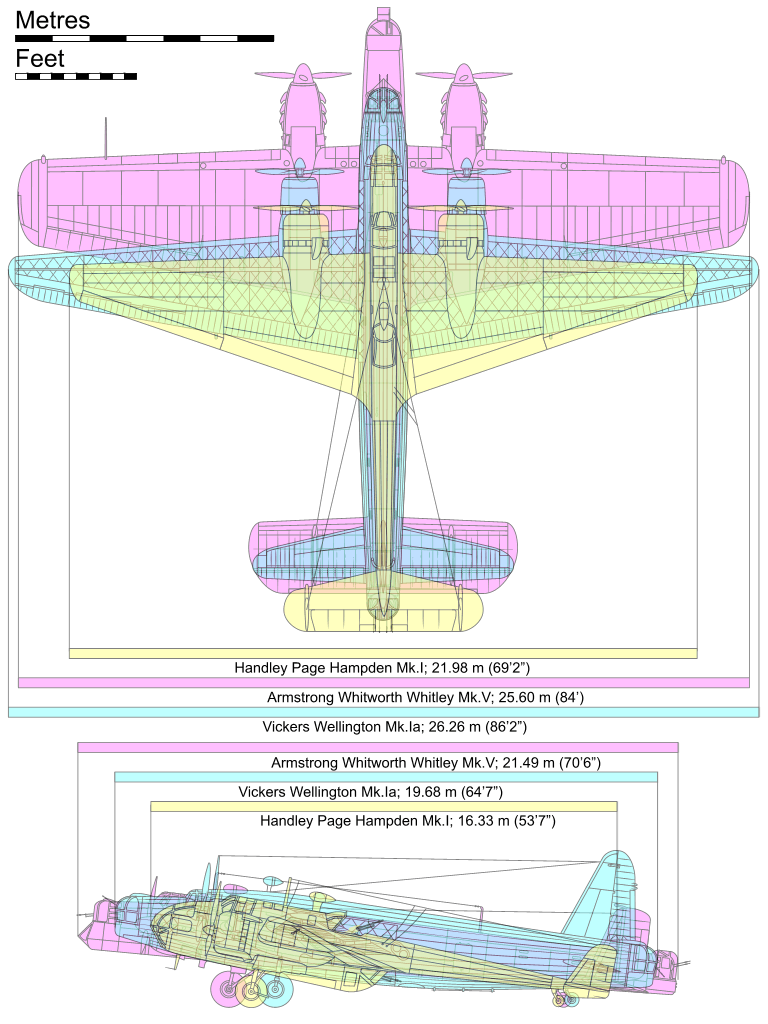
Tavole prospettiche che mettono a confronto i bombardieri medi bimotori in servizio nella RAF allo scoppio della seconda guerra mondiale, il Whitley, il Vickers Wellington e l'Handley Page HP.52 Hampden.

Oltre i due prototipi (K4586 e K4587), allo scoppio della seconda guerra mondiale la RAF aveva a disposizione 207 esemplari in servizio tra le versioni Mk.I e Mk.IV, migliorate successivamente.
I primi esemplari vennero consegnati al No. 10 Squadron RAF nel marzo 1937 rimpiazzando i superati biplani Handley Page Heyford ed allo scoppio del conflitto erano sette gli Squadroni operativi con il Whitley, la maggior parte versioni Mk.III e Mk.IV dato che la Mk.V era appena stata introdotta.
Insieme all'Handley Page Hampden e al Vickers Wellington, ha sostenuto il peso dei primi combattimenti, e lo vide impegnato in azione nella prima notte di guerra, quando sorvolarono la Germania lanciando volantini di propaganda. Tra i molti membri degli equipaggi che hanno volato nelle operazioni oltre il confine tedesco il più famoso fu Leonard Cheshire, il quale ha trascorso la maggior parte dei suoi primi tre anni di guerra volando sui Whitley. Tuttavia, a differenza del Wellington e dell'Hampden, sviluppati per rispondere alla specifica B.9/32 per un bombardiere diurno, il Whitley è stato sempre destinato ad operazioni notturne, e quindi non ha avuto le stesse pesanti perdite nelle incursioni diurne subite dai pari ruolo nel territorio nemico. Insieme con una squadriglia di Hampden, il Whitley eseguì il primo raid di bombardamento sul suolo tedesco nella notte tra il 19 e 20 marzo 1940, attaccando la base di idrovolanti di Hörnum, sull'isola di Sylt. 	
Furono sempre gli Squadroni equipaggiati con i Whitley ad aver effettuato il primo raid RAF sul territorio italiano, la notte tra l'11 ed il 12 giugno 1940, nei cieli di Torino. Eseguito da 36 velivoli, anche se non tutti giunsero sull'obiettivo, venne considerata una considerevole operazione di bombardamento in massa degli inizi del conflitto. 8 aerei Whitley parteciparono alla Operazione Colossus, azione di sabotaggio dell'Acquedotto Pugliese effettuata nella notte tra il 10 e l'11 febbraio 1941. Fu la prima operazione di paracadutisti inglesi nella Seconda Guerra Mondiale.
Benché fosse tra i tre bombardieri il progetto più anziano e da considerare superato all'inizio del conflitto, il Whitley venne prodotto in oltre altri 1 000 esemplari prima che ne fosse stato trovato un adeguato sostituto. Una delle caratteristiche che lo penalizzavano, comuni a tutti i bimotori, era che non avrebbe potuto mantenere l'altitudine nel caso avesse dovuto contare su un solo motore. Con il Bomber Command, il Whitleys eseguì 8 996 operazioni sganciando 9 845 tonnellate di bombe perdendo in azione 269 velivoli. Il Whitley venne ritirato da tutti i servizi di prima linea alla fine del 1942 ma continuò ad operare come aereo da trasporto per truppe e merci, oltre che venire utilizzato nell'addestramento dei paracadutisti e come aereo da traino per alianti. Il No 100 Group RAF utilizzò i Whitleys per il trasporto di radar a bordo e per l'impiego di contromisure elettroniche.
La British Overseas Airways Corporation (BOAC) operò con 15 Whitley Mk.V convertiti in aereo da trasporto dal 1942. Venivano utilizzati per collegare Gibilterra a Malta, durante voli notturni di ben 7 ore, spesso atterrando durante attacchi aerei. Caratterizzati dal sacrificio della portata utile a favore della grande quantità di combustibile, vennero presto sostituiti, nell'agosto 1942, appena disponibili i più efficienti Lockheed Hudson, ed i 14 esemplari sopravvissuti ritornarono sotto il controllo RAF.
La versione a lungo raggio Mk.VII venne utilizzata dalla Royal Air Force Coastal Command, ultima ad entrare in servizio di prima linea, a cui il 17 luglio 1942 venne attribuito l'affondamento, in combinazione con un bombardiere pesante Avro 683 Lancaster, dell'U-Boot U-751 della tedesca Kriegsmarine.
Dopo aver valutato il Whitley nel 1942, la Fleet Air Arm operò con alcuni Mk.VII modificati ex RAF dal 1944 al 1946 per istruire gli equipaggi nella gestione dei motori Merlin e nelle procedure di trasferimento del carburante.

## Versioni

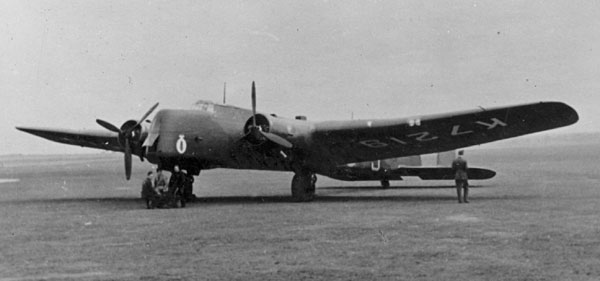
Un Whitley Mk.III.

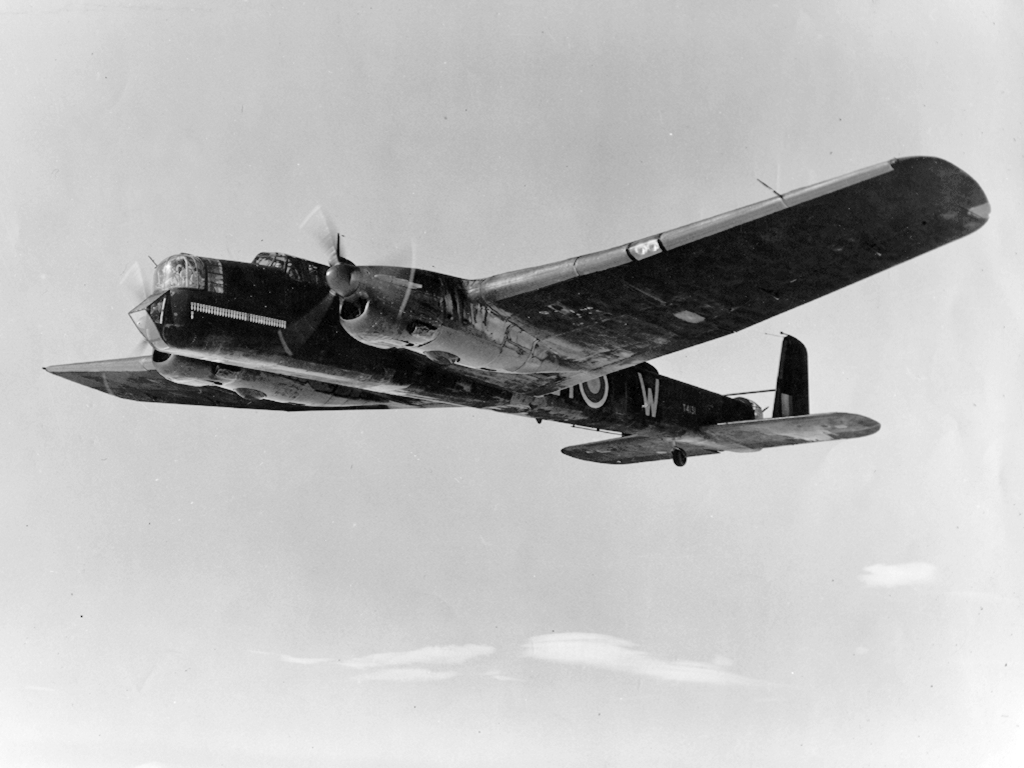
Un Whitley Mk.V.

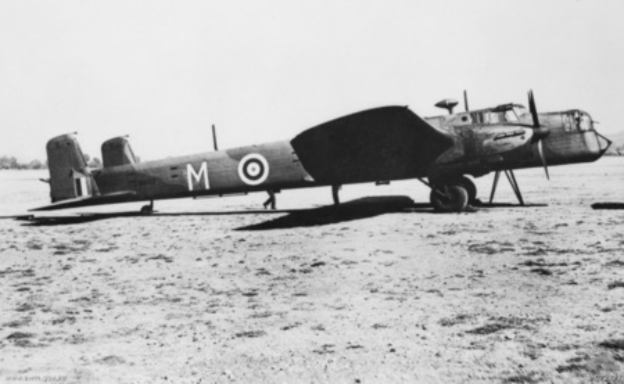
Un Whitley Mk.VII.

Mk.I
versione dotata di due motori radiali Armstrong Siddeley Tiger IX da 795 hp (593 kW) ciascuno, prodotta in 34 esemplari.
Mk.II
versione motorizzata Armstrong Siddeley Tiger VIII dotati di compressore a due fasi e capaci di 920 hp, prodotta in 46 esemplari.
Mk.III
versione motorizzata Armstrong Siddeley Tiger VIII, caratterizzata dalla nuova torretta "a bidone" estensibile sotto la fusoliera munita di due mitragliatrici da 7,7 mm (.303 in), portelloni della stiva bombe a comando idraulico e capacità di trasportare bombe di maggior peso. Realizzata in 80 esemplari.
Mk.IV
versione prodotta dal 1938, dotata di due Rolls-Royce Merlin VI 12 cilindri a V da 1 030 hp (770 kW), caratterizzata dalla postazione del puntatore semitrasparente e da una maggiore capacità dei serbatoi di combustibile, prodotta in 33 esemplari.
Mk.IVA
versione dotata di due Rolls-Royce Merlin X da 1 145 hp (854 kW), prodotta in 7 esemplari.
Mk.V
versione principale prodotta durante il conflitto, caratterizzata dall'impennaggio dotato di derive modificate, dispositivi antighiaccio sul bordo d'attacco, torrette difensive manuali, quella ventrale e quella in coda, sostituite da una Nash & Thomson equipaggiata con 4 mitragliatrici Browning M1919 da 7,7 mm (.303 in) posizionata in coda, questa allungata di 15 in (381 mm) per migliorare la capacità di puntamento. Prodotta dal dicembre 1938 verrà realizzata in 1 466 esemplari.
Mk.VI
versione proposta dotata di due Rolls-Royce Merlin XX o Pratt & Whitney rimasta a livello di studio.
Mk.VII
versione realizzata per la Royal Air Force Coastal Command, caratterizzata da un equipaggio composto da sei elementi, dall'autonomia sensibilmente aumentata, dai 2 011 km (1 250 mi) delle prime versioni ai 3 700 km (2 300 mi) della Mk.VII, grazie a serbatoi supplementari di combustibile posizionati nel vano bombe e nella fusoliera, da un radar ASV per l'individuazione delle navi nemiche, 4 piloni dorsali per le antenne a filo più altre antenne. Venne prodotta in 146 esemplari.

## Utilizzatori

### Militari
Regno Unito
- Royal Air Force
- Royal Air Force Coastal Command

### Civili
Regno Unito
- British Overseas Airways Corporation (BOAC)

## Esemplari attualmente esistenti
Dei 1 737 Whitley prodotti non è giunto ai nostri giorni alcun esemplare completo, tuttavia esiste una sezione di fusoliera esposta al Midland Air Museum (MAM)  situato a Baginton, nella contea dello Warwickshire in Inghilterra, situato accanto all'aviosuperficie dal quale il prototipo fece il primo volo.
Esiste inoltre un progetto che si prefigge la ricostruzione di un esemplare completo da esibire in mostra statica utilizzando il più possibile parti autentiche ricavate da ritrovamenti di esemplari persi in incidenti.

## Velivoli comparabili
Regno Unito
- Handley Page Hampden
- Vickers Wellington
- Handley Page H.P.54 Harrow